# Корона Карпат
Трускавецький міжнародний кінофестиваль «Корона Карпат» — міжнародний кінофестиваль, що проходить у Трускавці (Львівська область) з 2009 року щорічно. 9-й кінофестиваль був перенесений у 2020 році через COVID19 та відбувся 24-27 червня 2021 року.

## Опис
2008—2009 роках виникла ідея створення фестивалю, що мав сприяти підняттю професійного та культурного рівня українського кінопроцесу, якісному виробництву кінопродукту на основі духовно-моральних та патріотичних цінностей.
Місцем проведення фестивалю обрано Трускавець, Львівської області, з прагненням популяризації самого курорту, знайомства з унікальними природними куточками і самобутньою культурою Західної України. Адже недаремно центрами найвідоміших міжнародних кінофестивалів є світові курорти — Карлові Вари та Баден-Баден.
Представлені на ньому картини можуть бути різноманітні за формою та жанром. Головний конкурс — творче змагання Національних ігрових повнометражних фільмів. З 2013 року 2-а конкурсна програма — українське короткометражне кіно.
Фестиваль представив у своїй програмі за 8 років понад 300 фільмів з 40 країн світу. До участі у конкурсній програмі були залучені найкращі кінороботи ігрового жанру, у тому числі, кінострічки від України, що подолали конкурсний відбір.
Близько 300 представників світової кінематографії стали гостями фестивалю. Серед них такі відомі кінодіячі як: Богдан Ступка, Ада Роговцева, Володимир Талашко, Борис Савченко, Олексій Колесник, Євген Станкович, Ольга Сумська, Рината Грицкова, Йован Маркович, Тоні Палмер, Анжело Яконо, Ласло Лугаши, Анатолій Борсюк, Олександр Тютрюмов, Айдін Сайман, Микола Гібу, Тетьяна Гнєдаш, Віллі Токарєв, Оксана Сташенко, Сергій Кошонін, Сергій Баришев, Володимир Гусєв, Володимир Горянський, Ольга Іванова, Ірма Вітовська, Михайло Ілленко, Ріма Зюбіна та багато інших.
Проведені прес-конференції, презентації, творчі зустрічі у Львові та Трускавці, а також такі яскраві акції та заходи у рамках фестивалю:
- покази в дитячих установах та інтернатах регіону мультиплікаційних фільмів наданих консульськими установами Аргентини та Франції з участю гостей кінофестивалю;
- 10 вересня 2010 р. у м. Трускавець відбулося відкриття «Алеї кінослави» Трускавецького міжнародного кінофестивалю «Корона Карпат», єдиної у світі де увіковічнюють кінофільми, які отримали Гран-прі фестивалю. У 2012 р. на відкритті пам'ятної плити фільму переможцю брав участь консул Республіки Аргентина в Україні;
- концерти та творчі зустрічі в Трускавці, Львові та Східниці;
- заснування Галицької кіно школи для старшокласників;
- покази фільмів місцевих кінематографістів;
- покази патріотичних фільмів та багато інших поза конкурсних програм;

Проведені прес-конференції, презентації, творчі зустрічі у Львові та Трускавці, а також яскраві акції та заходи у рамках фестивалю.
10 вересня 2010 року біля кінотеатру «Злата» в Трускавці відбулося відкриття «Алеї кінослави» Трускавецького міжнародного кінофестивалю телевізійних фільмів «Корона Карпат», на якій закладаються бронзові пам'ятні плити на яких викарбувано назву володарів гран-прі (назва фільму, та ім'я режисера) Трускавецького міжнародного кінофестивалю телевізійних фільмів «Корона Карпат». Алея такого формату — єдина в світі, на сьогоднішній день перенесена та знаходиться біля музею М. Біласа.
За 8 років фестиваль та його заходи, що відбувалися відвідало тисячі мешканців та гостей нашого міста. Ця аудиторія складалася з людей різних вікових категорій та верств населення, з різноманітними художніми уподобаннями й фаховими інтересами.
Понад 80 представників вітчизняної та міжнародної преси були акредитовані і висвітлювали цю подію у ЗМІ, як центральних так і регіональних.
У післяфестивальний період вийшло кілька десятків статей про цю неординарну подію у ЗМІ та Інтернет — мережі України та за кордоном.
Телерепортажі вели канали 1+1, ІСТВ, Тоніс, Перший національний, ЛТБ, НТД (Китай).
На думку фахівців в галузі кіномистецтва, фестиваль проводиться на високому професійному та організаційному рівні, що дієво сприяло підвищенню майстерності кінематографістів, пропаганді творчості вітчизняних кінорежисерів.
Кінофестиваль «Корона Карпат» викликав зацікавленість у гостей курорту з різних регіонів нашої країни та з закордону, багато з них телефонують та цікавляться датою проведення кінофестивалю, щоб запланувати свій відпочинок на період проведення Трускавецького міжнародного кінофестивалю телевізійних фільмів «Корона Карпат».
Організаторами та членами оргкомітету фестивалю є: Олег Карпин, Любов Микитка, Олександр Махотін, Народний артист України Борис Савченко
Презентація фестивалю відбулася 12-15 січня 2009 року.

## 2010
- Гран-прі — «Аріведерчі[ru]» режисер Валерий Жереги (Молдова)

## 2011
- Гран-прі ігрового конкурсу — «Китайська казка[es]», режисер Себастьян Боренштейн (Аргентина — Іспанія, 2011)
- Гран-прі неігрового кіно — «Інокиня» режисер Адамович Галина[ru] (Республіка Білорусь,2010)

## 2012
- Гран-прі ігрового конкурсу — «Фортеця сплячих метеликів[lt]», Режисер Альгімантас Пуйпа[lt], (Литва)
- Гран-прі неігрового кіно — «Гіркий смак свободи», режисер Марина Голдовська[ru] (США, Швеція)

## 2013
- Гран-прі ігрового конкурсу — «Хайтарма», режисер Ахтем Сеїтаблаєв (Україна)

## 2014
- Гран-прі ігрового конкурсу — «Мамо, я люблю тебе» Режисер Яніс Нордс[lv] , (Латвія)

## 2016
Під час 6-го кінофестивалю не проводився конкурсний відбір.

## 2018

#### Національне кіно
- Гран-прі «Корона Карпат» — «Гірська жінка: на війні», режисер Бенедикт Ерлінґссон. (Ісландія, Україна, Франція).

#### Короткометражні фільми, дипломні роботи, дебют
- Приз за найкращий дипломний фільм — «Слово», режисер Ігор Висневський
- Приз за найкращий короткометражний фільм — «Випуск'97», режисер Павло Остріков

## 2019

#### Перша конкурсна програма національного кіно
- Гран-прі — «Мої думки тихі», режисер Антоніо Лукіч
- Приз за найкращу режисуру — «Мої думки тихі», режисер Антоніо Лукіч
- Приз за найкращий сценарій — Валерія Вінс, «Тринадцятий автобус»
- Приз за найкращу чоловічу роль — Олег Шульга, «Позивний Бандерас»
- Приз за найкращу жіночу роль — Ірма Вітовська, «Мої думки тихі»

#### Друга конкурсна програма, короткометражні національні фільми та «Дипломні роботи»
- Приз за найкращий короткометражний фільм — «Анна», режисер Олесь Санін
- Приз за найкращий студентський фільм — «Нетерпимість», режисер Володимир Бакум
- Приз за найкращу режисуру — «Пляшка», режисер Єгор Бондаренко

## 2021

#### Конкурс кінематографічних шкіл України
- Іван Василець найкраща режисура фільму школи Київського національного університету театру, кіно і телебачення, фільм «Хроніка одного почуття»
- Михайло Дзюба, найкраща акторська робота у фільму «Чемпіон» (режисер Олег Сокрута) тієї ж школи
- Марія Феленко, найкращий оригінальний сценарій фільму «Танок метелика» тієї ж школи
- Софія Возняк, найкращий фільм «Маршрут Шахта, перший монтаж», представник Харківської академії культури
- Київський університет культури, приз журі за операторську школу
- Київському університету театру, кіно і телебачення, найкраща кіношкола України

#### Короткометражні національні фільми та дипломні роботи
- Любов Гончаренко, найкраща режисура дипломного фільму «Потерпи трошки»
- Ольга Золотарьова, найкращий короткометражний фільм «Ой!»
- Володимир Бакум, фільм «Тумани»
- приз журі «Особливий погляд», Степан Коваль за фільм «Прізвище в кишені»
- Оксана Войтенко, найкращий дипломний фільм «Схрон»

#### Національне кіно
- Євген Ламах, найкраща чоловічу роль, фільм «Черкаси»
- Марина Кошкіна, найкраща жіноча роль, фільм «Забуті»
- Олег Сенцов, найкращий сценарій, фільм «Номери»
- Володимир Тихий, найкраща режисура, фільм «Наші котики»
- фільм «Толока», режисер Михайло Іллєнко
- Валентин Васянович, приз журі за пошукове вирішення суспільно-значущої теми (фільм «Атлантида»)